# Амель Мекич
Амель Мекич (босн. Amel Mekić; 21 вересня 1981, Сараєво) — боснійський дзюдоїст. Змагається у ваговій категорії до 100 кг. Чемпіон Європи 2011 року, призер Середземноморських ігор 2005, 2009 та 2013 років та Універсіади 2003 року. Учасник трьох Олімпіад: 2004 в Афінах, 2008 в Пекіні та 2004 в Лондоні. Був прапороносцем Боснії і Герцеговини на церемоніях відкриття Олімпійських ігор 2008 та 2012 року. Найкращий спортсмен Боснії і Герцеговини 2011 року.

## Участь в Олімпійських іграх

### Афіни 2004
| Спортсмен   | Категорія | 1/32                          | 1/16                  | Чвертьфінал           | Півфінал              | Repechage 1           | Repechage 2           | Repechage 3           | Фінал                 | Фінал      |
| Спортсмен   | Категорія | Супротивник Результат         | Супротивник Результат | Супротивник Результат | Супротивник Результат | Супротивник Результат | Супротивник Результат | Супротивник Результат | Супротивник Результат |            |
| ----------- | --------- | ----------------------------- | --------------------- | --------------------- | --------------------- | --------------------- | --------------------- | --------------------- | --------------------- | ---------- |
| Амель Мекич | до 100 кг | Іноуе Косей (JPN) L 0000–1010 | Не пройшов            | Не пройшов            | Не пройшов            | Не пройшов            | Не пройшов            | Не пройшов            | Не пройшов            | Не пройшов |

### Пекін 2008
| Спортсмен   | Категорія | 1/32                           | 1/16                            | Чвертьфінал           | Півфінал              | Repechage 1                        | Repechage 2                     | Repechage 3           | Фінал                 | Фінал      |
| Спортсмен   | Категорія | Супротивник Результат          | Супротивник Результат           | Супротивник Результат | Супротивник Результат | Супротивник Результат              | Супротивник Результат           | Супротивник Результат | Супротивник Результат |            |
| ----------- | --------- | ------------------------------ | ------------------------------- | --------------------- | --------------------- | ---------------------------------- | ------------------------------- | --------------------- | --------------------- | ---------- |
| Амель Мекич | до 100 кг | Адлер Волмар (USA) W 0200–0000 | Асхат Житкеєв (KAZ) L 0001–1010 | Не змагався           | Не змагався           | Талаль Аль-Енезі (KUW) W 1100–0001 | Даніель Гадфі (HUN) L 0011–1001 | Не пройшов            | Не пройшов            | Не пройшов |

### Лондон 2012
| Спортсмен   | Категорія | 1/32                           | 1/16                  | Чвертьфінал           | Півфінал              | Repechage             | Фінал/БМ              | Фінал/БМ   |
| Спортсмен   | Категорія | Супротивник Результат          | Супротивник Результат | Супротивник Результат | Супротивник Результат | Супротивник Результат | Супротивник Результат | Місце      |
| ----------- | --------- | ------------------------------ | --------------------- | --------------------- | --------------------- | --------------------- | --------------------- | ---------- |
| Амель Мекич | до 100 кг | Хванг Хі-Тай (KOR) L 0002–0021 | Не пройшов            | Не пройшов            | Не пройшов            | Не пройшов            | Не пройшов            | Не пройшов |